# Saison 1999-2000 du Biarritz olympique
La saison 1999-2000 du Biarritz olympique est la soixante-dix huitième saison du club en première division du championnat de France depuis sa création, la quatrième consécutive dans l'élite du rugby à XV français.
Le BO remporte le Coupe de France Yves du Manoir et dispute les quarts de finales du championnat pour la première fois depuis 1992. Pour sa troisième participation au Bouclier européen, il se qualifie pour la première fois pour les phases finales mais est éliminé en quarts de finale.
L'équipe évolue sous les directives de Patrice Lagisquet et Laurent Rodriguez pour la deuxième saison consécutive. 

## Avant-saison

### Objectifs du club
Lors de l'exercice précédent, le BO a terminé deuxième de la poule 1 (à égalité avec le leader et tenant du titre, le Stade français) et a été éliminé en phase de play-offs, terminant troisième de la poule 1 derrière le Stade toulousain et le CS Bourgoin-Jallieu. En Bouclier européen, il a été éliminé en phase de poules en terminant quatrième de la poule 3 derrière le CA Brive, le SU Agen et la Section paloise.
Le club ambitionne d'atteindre les phases finales du championnat pour obtenir notamment une qualification en Heineken Cup pour la saison suivante.

### Transferts estivaux
Le club perd peu de joueurs majeurs (l'arrière Pepito Elhorga et l'ouvreur David Arrieta) et frappe fort en enrôlant deux internationaux néo-zélandais, le vétéran Frano Botica et l'arrière Glen Osborne, arrivé après sa participation à la Coupe du Monde 1999. Des joueurs confirmés complètent le recrutement : le pilier Maurice Fitzgerald, le troisième ligne Scott Keith, le demi-de-mêlée Nicolas Morlaes et le centre treiziste Nicolas Couttet. Le troisième ligne Didier Chouchan renforce quant à lui l'effectif en cours de saison.

#### Arrivées
- Maurice Fitzgerald, pilier (Richmond FC)
- Eric Dutrey, pilier (Lannemezan-Tarbes)
- Christophe Dulaurens, troisième ligne (Boucau-Tarnos Stade)
- Scott Keith, troisième ligne (Stade français)
- Fetu Uelese Toloa, troisième ligne centre (AS Mâcon)
- Didier Chouchan, troisième ligne (RC Nîmes)
- Nicolas Morlaes, demi de mêlée (Castres olympique)
- Frano Botica, demi d'ouverture (Castres olympique)
- Nicolas Couttet, centre (Saint-Estève XIII)
- Glen Osborne, arrière (Wellington Hurricanes)

#### Départs
- Christian Boulé, talonneur (Boucau-Tarnos Stade)
- Patrick Berhocoirigoin, talonneur (Saint-Paul Sports)
- Jérôme Ducassou, pilier (Saint-Jean-de-Luz)
- Brice Lapiate, pilier (RC Toulon)
- Magname Koïta, deuxième ligne (RC Narbonne)
- David Gaillet, troisième ligne (?)
- Xavier Pierre, demi de mêlée (Lormont)
- Jean-Luc Rivière, demi de mêlée (US Cambo)
- David Arrieta, demi d'ouverture (CA Brive)
- Benoît Lacave, ailier (US Bergerac)
- Jay Bronson, ailier (CA Brive)
- Pepito Elhorga, arrière (SU Agen)

## Saison régulière

### Championnat
| - RC Nîmes - Biarritz olympique : 0-9 - Biarritz olympique - CA Bègles : 30-16 - Section paloise - Biarritz olympique : 16-15 - Biarritz olympique - Castres olympique : 33-21 - Stade montois - Biarritz olympique : 16-67 - CS Bourgoin-Jallieu - Biarritz olympique : 46-35 - Biarritz olympique - AS Montferrand : 26-25 - SU Agen - Biarritz olympique : 11-0 - Biarritz olympique - RC Toulon : 23-13 - Racing CF - Biarritz olympique : 9-31 - Biarritz olympique - CA Périgueux : 34-23 | - Biarritz olympique - RC Nîmes : 28-7 - CA Bègles - Biarritz olympique : 27-28 - Biarritz olympique - Section paloise : 34-31 - Castres olympique - Biarritz olympique : 28-13 - Biarritz olympique - Stade montois : 15-27 - Biarritz olympique - CS Bourgoin-Jallieu : 17-15 - AS Montferrand - Biarritz olympique : 26-12 - Biarritz olympique - SU Agen : 18-23 - RC Toulon - Biarritz olympique : 27-23 - Biarritz olympique - Racing CF : 43-3 - CA Périgueux - Biarritz olympique : 26-24 |

#### Classement de la première phase
Avec 14 victoires pour 10 défaites, le Biarritz olympique termine la première phase à la cinquième place avec 48 points et se qualifie au goal-average. Avec quatre victoires à l’extérieur pour deux défaites à domicile, il présente un bilan positif de +4 au classement britannique.
Le BO inscrit 613 points et en encaisse 488 (goal-average de +125).
| Pos | Équipe                | Points |
| --- | --------------------- | ------ |
| 1   | Castres olympique     | 54     |
| 2   | Section paloise       | 54     |
| 3   | SU Agen               | 53     |
| 4   | AS Montferrand        | 50     |
| 5   | Biarritz olympique    | 48     |
| 6   | CS Bourgoin-Jallieu   | 48     |
| 7   | CA Bègles-Bordeaux    | 48     |
| 8   | Stade montois         | 44     |
| 9   | RC Toulon             | 43     |
| 10  | CA Périgueux          | 36     |
| 11  | Racing club de France | 28     |
| 12  | RC Nîmes              | 22     |

|  | Qualification pour les Quarts de finale(no 1, no 2) |
|  | Qualification pour les Barrages (no 3 à no 6)       |
|  | Barrage de relégation pour la 2e division           |
|  | Relégation en 2e division                           |
|  | T : tenant du titre 1998 • P : promu 1998           |

#### Phases finales
Classé cinquième de sa poule, le BO doit disputer des barrages pour espérer atteindre les quarts de finale. Au stade du Hameau de Pau, il affronte l'US Dax qui reste sur trois victoires avec plus de 40 points inscrits. Les Biarrots réalisent un festival offensif et s'imposent 37 à 24.
En quart de finale, le BO affronte le Stade toulousain au stade Maurice-Trélut de Tarbes. Face à l'un des favoris du championnat, les Biarrots rivalisent et parviennent à égaliser sur pénalité par Laurent Mazas en fin de match (18-18). En prolongations, les Toulousains parviennent à reprendre l'avantage sur un essai de Christian Labit et s'imposent 28 à 18.

### Coupe de France Yves du Manoir

#### Phase de poule
| - Biarritz olympique - US Colomiers : 20-35 - US Dax - Biarritz olympique : 6-10 - Stade montois - Biarritz olympique : 28-33 - US Colomiers - Biarritz olympique : 20-13 - Biarritz olympique - US Dax : 63-18 - Biarritz olympique - Stade montois : 44-13 |

#### Phases finales
En huitième de finale, le BO affronte le RC Narbonne à Montauban et s'impose facilement 39 à 24. 
L'USA Perpignan de Thomas Lièvremont, Olivier Olibeau et Raphaël Ibañez se dresse sur la route des Biarrots en quart de finale à Auch. Les deux équipes proposent un spectacle offensif spectaculaire (six essais durant les 80 premières minutes) et ne parviennent pas à se départager à la fin du temps réglementaire après l'égalisation sur pénalité de Botica (39-39). En prolongations, Gueraçague répond à Joubert et Botica offre finalement la victoire aux siens au bout du suspense (47 à 44).
En demi-finale, les Biarrots retrouvent au stade Musard de Bègles un autre outsider, le Stade rochelais. Le match est accroché et Biarritz s'impose à l'arraché grâce notamment à un essai de Glen Osborne (14 à 12). Le BO retrouve la finale de la compétition pour la première fois depuis 1989.
La finale se déroule le jeudi 1er juin au stade Lescure de Bordeaux contre le CA Brive, emmené par les internationaux Christophe Lamaison, Philippe Carbonneau, Gregor Townsend, Lionel Mallier et David Venditti. Les Corréziens dominent largement le premier acte mais ne mène que 6 à 3 à la pause après plusieurs occasions gâchées. Au retour des vestiaires, les Basques parviennent à inscrire le premier essai du match sur un coup de pied de Botica conclu par Bernat-Salles. A six minutes du terme, Nicolas Couttet achevait le CAB en filant à l'essai après avoir intercepté une passe de Townsend (victoire 24 à 13). 
En remportant la dernière Coupe de France Yves du Manoir du l'histoire, le BO gagne son premier titre depuis 1939 et se qualifie pour la première fois en Heineken Cup.

### Bouclier européen
| - Gloucester RFC - Biarritz olympique : 22-13 - Biarritz olympique - Bridgend RFC : 29-6 - Espagne - Biarritz olympique : 3-59 - Biarritz olympique - Espagne : 57-10 - Bridgend RFC - Biarritz olympique : 11-30 - Biarritz olympique - Gloucester RFC : 39-25 |

|   | Équipe             | Joués | V | N | D | EM | EE | PP  | PE  | Diff | Points |
| - | ------------------ | ----- | - | - | - | -- | -- | --- | --- | ---- | ------ |
| 1 | Biarritz olympique | 6     | 5 | 0 | 1 | 34 | 8  | 227 | 77  | +150 | 10     |
| 2 | Gloucester         | 6     | 4 | 1 | 1 | 25 | 12 | 188 | 113 | +75  | 9      |
| 3 | Bridgend           | 6     | 2 | 1 | 3 | 13 | 20 | 113 | 151 | -38  | 5      |
| 4 | Espagne            | 6     | 0 | 0 | 6 | 7  | 39 | 79  | 266 | -187 | 0      |

Pour la première fois de son histoire, le BO se qualifie pour les phases finales d'une compétition européenne et reçoit Bristol. Alors que les Biarrots semblent se diriger vers une victoire confortable, les Anglais inscrivent deux essais transformés dans les arrêts de jeu et s'imposent in extremis 32 à 29.

## Joueurs et encadrement technique

### Encadrement technique
Patrice Lagisquet (arrières) et Laurent Rodriguez (avants) entraînent l'équipe. Ils sont assistés des préparateurs physiques Olivier Rieg et Jean-Michel Kaempf.

### Effectif professionnel
Au lancement de la saison 1999-2000, le Biarritz olympique totalise un nombre de 40 joueurs sous contrat professionnel ou espoir. 28 d'entre eux étaient présents dans le groupe lors de la saison précédente.
Huit des joueurs de l'effectif sont issus des filières de formation biarrotes (Olivier Nauroy, Philippe Bidabé, Michel Irazoqui, Xabi Comets, Lionel Frison, Steeve Sargos, Youness Derraz, Sébastien Bonetti). 
Le capitaine désigné à l'intersaison est Jean-Michel Gonzalez, qui prend le relai de Serge Betsen.
| Nom                      | Poste                  | Date de naissance | Nationalité sportive | Sélections (PM) | Club précédent                | Arrivée au club | Formé au club |
| ------------------------ | ---------------------- | ----------------- | -------------------- | --------------- | ----------------------------- | --------------- | ------------- |
| Denis Avril              | Pilier                 | 31 octobre 1972   | France               | -               | Stade niortais                | 1996            | -             |
| Xabi Comets              | Pilier                 | 3 avril 1979      | France               | -               | -                             | -               | oui           |
| Eric Dutrey              | Pilier                 | 2 mars 1974       | France               | -               | Lannemezan                    | 1999            | -             |
| Michel Irazoqui          | Pilier                 | 27 février 1970   | France               | -               | -                             | -               | oui           |
| Maurice Fitzgerald       | Pilier                 | 14 février 1976   | Angleterre           | -               | Richmond FC                   | 1999            | -             |
| Thierry Pédron           | Pilier                 | 4 juillet 1973    | France               | -               | US Garazi                     | 1996            | -             |
| Sotele Puleoto           | Pilier                 | 30 octobre 1967   | France               | -               | CA Brive                      | 1996            | -             |
| Patrick Sallaberry       | Pilier                 | 20 juin 1977      | France               | -               | Anglet ORC                    | 1999            | -             |
| Cédric Taupin            | Pilier                 | 16 octobre 1976   | France               | -               | ?                             | 1997            | -             |
| Pascal Berachategui      | Talonneur              | 27 novembre 1974  | France               | -               | Saint-Jean-de-Luz             | 1996            | -             |
| Jean-Michel Gonzalez     | Talonneur              | 10 octobre 1967   | France               | 35 (5)          | Section paloise               | 1998            | -             |
| Mickaël Lefèvre          | Deuxième ligne         | 5 février 1977    | France               | -               | Stade français                | 1997            | -             |
| Legi Matiu               | Deuxième ligne         | 17 janvier 1969   | France               | -               | RC Toulon                     | 1996            | -             |
| Olivier Nauroy           | Deuxième ligne         | 14 juillet 1975   | France               | -               | -                             | -               | oui           |
| Olivier Roumat           | Deuxième ligne         | 16 juin 1966      | France               | 62 (20)         | Stade Français                | 1998            | -             |
| Jean-Philippe Versailles | Deuxième ligne         | 10 mars 1969      | France               | -               | AS Montferrand                | 1997            | -             |
| Serge Betsen             | Troisième ligne aile   | 25 mars 1974      | France               | 1 (0)           | CS Clichy                     | 1992            | -             |
| Benjamin Capilla         | Troisième ligne        | 8 octobre 1976    | France               | -               | -                             | -               | oui           |
| Didier Chouchan          | Troisième ligne aile   | 19 mars 1977      | France               | -               | RC Nîmes                      | 2000            | -             |
| Christophe Dulaurens     | Troisième ligne        | -                 | France               | -               | Boucau-Tarnos Stade           | 1999            | -             |
| Guillaume Evain          | Troisième ligne        | 6 juillet 1975    | France               | -               | -                             | -               | -             |
| Scott Keith              | Troisième ligne centre | 20 août 1967      | Nouvelle-Zélande     | ? (?)           | Stade français                | 1999            | -             |
| Yannick Lamour           | Troisième ligne centre | 22 juillet 1973   | France               | -               | Peyrehorade Sports            | 1996            | -             |
| Christophe Milhères      | Troisième ligne aile   | 3 janvier 1972    | France               | -               | US Dax                        | 1996            | -             |
| Guillaume Robic          | Troisième ligne        | 8 juin 1978       | France               | -               | SU Agen                       | 1998            | -             |
| Guillaume Tarrat         | Troisième ligne aile   | 9 mai 1969        | France               | -               | SU Agen                       | 1990            | -             |
| Fetu Uelese Toloa        | Troisième ligne        | -                 | Nouvelle-Zélande     | -               | AS Mâcon                      | 1999            | -             |
| Eric Darritchon          | Demi de mêlée          | 6 avril 1972      | France               | -               | Aviron bayonnais              | 1997            | -             |
| Lionel Frison            | Demi de mêlée          | 29 mai 1979       | France               | -               | -                             | -               | oui           |
| Nicolas Morlaes          | Demi de mêlée          | 3 octobre 1978    | France               | -               | Castres olympique             | 1999            | -             |
| Jean-Philippe Saffore    | Demi de mêlée          | 10 décembre 1967  | France               | -               | Racing CF                     | 1995            | -             |
| Frano Botica             | Demi d'ouverture       | 3 août 1963       | France               | 7 (6)           | Castres olympique             | 1999            | -             |
| Laurent Mazas            | Demi d'ouverture       | 19 décembre 1970  | France               | 2 (0)           | US Colomiers                  | 1996            | -             |
| Denis Cech               | Centre                 | 21 janvier 1974   | France               | -               | Paris université club (rugby) | 1995            | -             |
| Christian Cœurveillé     | Centre                 | 26 mars 1968      | France               | 2 (0)           | SU Agen                       | 1993            | -             |
| Nicolas Couttet          | Centre                 | 30 janvier 1975   | France               | -               | Saint-Estève XIII             | 1999            | -             |
| Beñat Daguerre           | Centre                 | 19 février 1970   | France               | -               | Saint-Jean-de-Luz             | 1990            | -             |
| Dominique Gueraçague     | Centre                 | 22 avril 1971     | France               |                 | Peyrehorade Sports            | 1991            | -             |
| Bixente Artola           | Ailier                 | 29 septembre 1978 | France               | -               | Stade hendayais               | 1998            | -             |
| Philippe Bernat-Salles   | Ailier                 | 17 février 1970   | France               | 27 (80)         | Section paloise               | 1998            | -             |
| Philippe Bidabé          | Ailier                 | 13 janvier 1978   | France               | -               | -                             | -               | oui           |
| Youness Derraz           | Ailier                 | 23 septembre 1977 | France               | -               | -                             | -               | oui           |
| Cédric Dufau             | Ailier                 | 31 août 1976      | France               | -               | US Tyrosse                    | 1998            | -             |
| Steeve Sargos            | Ailier                 | 23 décembre 1979  | France               | -               | -                             | -               | oui           |
| Sébastien Bonetti        | Arrière                | 22 septembre 1977 | France               | -               | US Marmande                   | 1995            | oui           |
| Glen Osborne             | Arrière                | 7 août 1976       | Nouvelle-Zélande     | 19 (55)         | Hurricanes                    | 1999            | -             |
| Patrice Teisseire        | Arrière                | 1er mai 1973      | France               | -               | RC Toulon                     | 1998            | -             |

### Statistiques individuelles
En championnat, Frano Botica est le meilleur buteur du club avec 219 points, tous inscrits au pied (53 pénalités et 28 transformations). Il devance Laurent Mazas (114 points dont 104 au pied : 28 pénalités, 7 transformations et 2 drops) et Nicolas Couttet (52 points dont 17 au pied : 4 pénalités, 1 transformation et 1 drop).
Les meilleurs marqueurs en championnat sont Nicolas Couttet et Denis Cech avec 7 réalisations chacun, devant Philippe Bernat-Salles (6 essais), Christophe Milhères (5 essais) et Sébastien Bonetti (4 essais).
En Bouclier européen, Philippe Bernat-Salles inscrit sept essais et termine meilleur marqueur de la compétition à égalité avec le Palois Nicolas Brusque et le Castrais François Plisson.

### Joueurs en sélection nationale
Trois Biarrots sont sélectionnés en Équipe de France durant la saison 1999-2000 :
- Philippe Bernat-Salles est sélectionné pour la Coupe du Monde 1999 durant laquelle il inscrit quatre essais[10] et est notamment titulaire en demi-finale contre la Nouvelle-Zélande[11] (un essai à la clé[12]) et en finale contre l'Australie. Non retenu au début du Tournoi des VI Nations, il réintègre l'équipe contre l'Irlande et l'Italie.
- Serge Betsen fait son retour en sélection près de trois ans après sa première cape à l'occasion du Tournoi des VI Nations : titulaire lors des deux premières journées contre le Pays de Galles et l'Angleterre, il n'est plus retenu par la suite, pâtissant notamment de son carton jaune contre le XV de la Rose.
- Legi Matiu est la surprise de la sélection de Bernard Laporte pour l'ouverture du Tournoi. Après les deux premiers matchs, il n'est plus sélectionné.

Cinq joueurs sont retenus avec l’Équipe de France A pour le Tournoi des VI Nations : Denis Cech (Galles, Angleterre et Écosse), Nicolas Morlaes (Écosse), Jean-Philippe Versailles (Écosse), Serge Betsen (Écosse) et Philippe Bernat-Salles (Écosse). 
Enfin, trois Biarrots disputent le Tournoi avec l’Équipe de France universitaire : Philippe Bidabé (la totalité des matchs), Sébastien Bonetti (Galles et Angleterre) et Mickaël Lefèvre (Galles et Angleterre).

## Aspects juridiques et économiques

### Structure juridique et organigramme
| Direction | Administratif | Sportif |
| --- | --- | --- |
| - Président : Marcel Martin - Président de l'association omnisports : Roland Héguy - Président de la section amateur : Peio Claverie - Vice-présidents : Michel Bonnemaison, Michel Labruquère - Membres du bureau : Serge Blanco, Bernard Forestier | - Secrétaire général : Bernard Lejeune - Responsable partenariat : Georges Salle - Responsable communication : Louis Vialle - Trésorier : Henri Salle | - Entraîneurs : Patrice Lagisquet et Laurent Rodriguez - Manager : Georges Darrieumerlou - Coordinateur technique : Maurice Lesgourgues - Préparateurs physiques : Jean-Michel Kaempf, Olivier Rieg - Médecin : Jean-Louis Rebeyrolle - Intendance : Jean-Baptiste Arla, Jean Barbertéguy, Bernard Laborde |

### Tenues, équipementiers et sponsors
Le Biarritz olympique est équipé par la marque Serge Blanco.
L'équipe évolue avec quatre jeux de maillots :
- Un maillot rouge sur la partie supérieure et blanc sur la partie inférieure. Le short et les chaussettes sont uniformément rouges.
- Un maillot blanc avec la manche droite verte et la manche gauche rouge. Le short et les chaussettes sont uniformément blancs.
- Un maillot noir avec la manche droite blanche et la manche gauche rouge. Le short et les chaussettes sont uniformément noires.
- Un maillot vert avec la manche droite blanche et la manche gauche rouge. Ce maillot est porté à l'occasion du quart de finale de championnat contre le Stade toulousain.

L’unique sponsor apparaissant sur le maillot est Cap Gémini, entreprise présidée par Serge Kampf.